# بومون أون أرغون
بومون أون أرغون هي بلدية فرنسية تقع في إقليم الأردين في منطقة غراند إيست. 

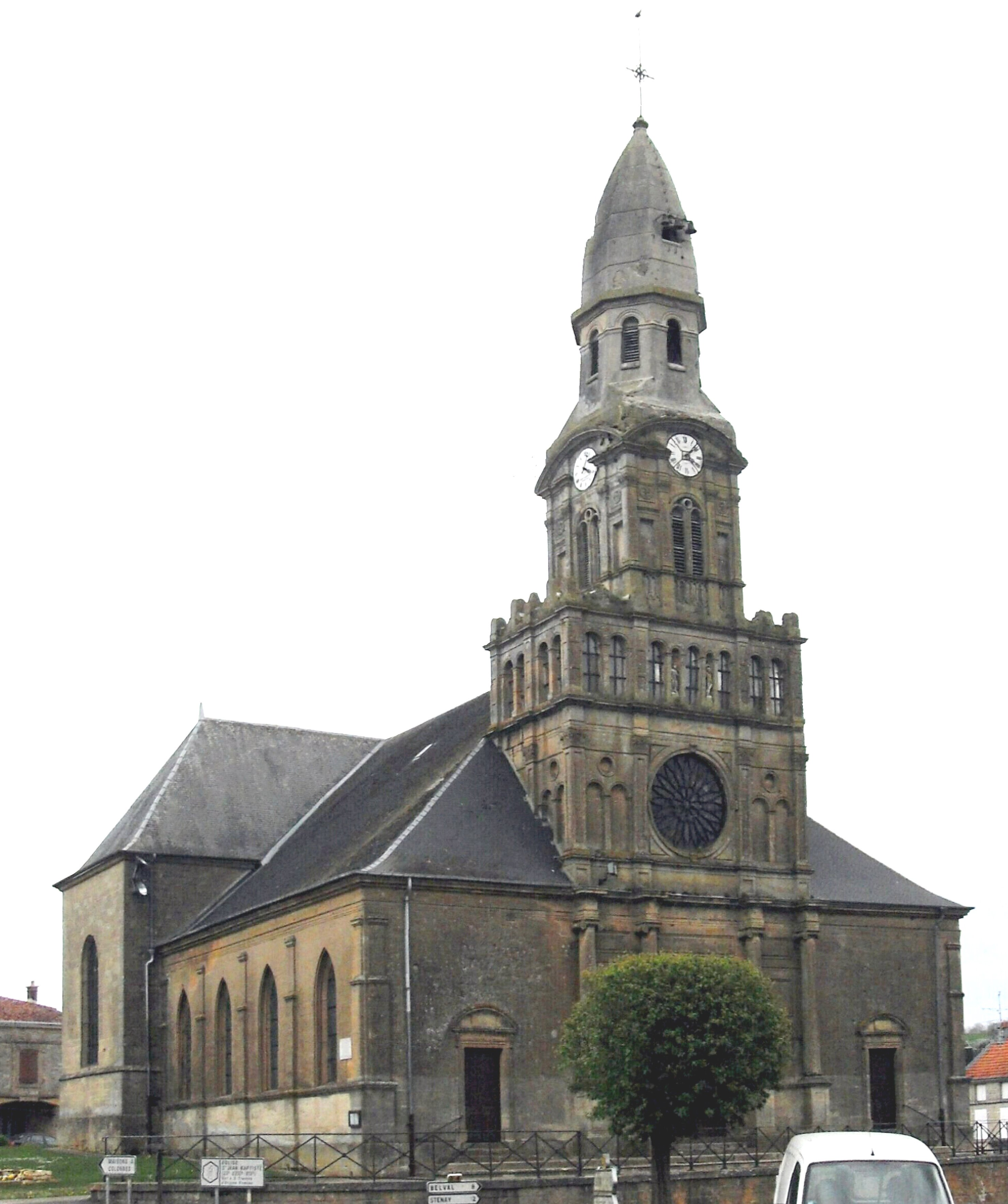
كنيسة القديس جان بابتيست.